# Двойная рокировка
«Двойная рокировка» (кит. 無間道, англ. Infernal Affairs) — гонконгский кинофильм 2002 года, снятый режиссёрами Эндрю Лау и Аланом Маком. В 2006 году вышел голливудский ремейк фильма — «Отступники» (режиссёр Мартин Скорсезе), получивший премию «Оскар» в категории «Лучший фильм».

## Сюжет
Чтобы иметь своих людей в полиции, босс гонконгской наркомафии Хонь Сам отправляет группу своих самых молодых «сотрудников» в полицейскую академию. Проходят годы, и один из них — инспектор Лау — становится одним из самых многообещающих работников правоохранительных органов. Однако вскоре выясняется, что в среде бандитов также есть «крот». Это Янь, один из ближайших помощников Хонь Сама, но его тайна известна лишь инспектору Вону. Обе стороны начинают предпринимать все усилия, чтобы выявить в своей среде предателей.

## В ролях
- Энди Лау — инспектор Лау Киньмин
- Тони Люн — Чань Винъянь
- Энтони Вонг — Вон Чисин
- Эрик Цан — Хонь Сам
- Келли Чэнь[кит.] — доктор Лэй Сам-и
- Сэмми Чэн[кит.] — Мэри
- Эдисон Чэн — молодой Лау Киньмин
- Шон Юэ[кит.] — молодой Чань Винъянь

## Критика
На агрегаторе рецензий Rotten Tomatoes рейтинг одобрения составляет 94 % на основе отзывов 66 критиков со средней оценкой 7,5 из 10. Консенсус сайта гласит: «Умный и захватывающий, это один из лучших полицейских триллеров Гонконга».
Кинокритик Роджер Эберт поставил фильму 3 звезды из 4 и отметил «редкую эмоциональную глубину». По его словам, «он окупается эмоциональной сложностью, редко встречающейся в криминальных фильмах».

## Награды и номинации
- 2003 — приз за лучший звук на Азиатско-тихоокеанском кинофестивале (Кинсон Цанг)
- 2003 — 6 премий «Золотая лошадь» (Тайвань): лучший фильм, лучший режиссёр (Эндрю Лау, Алан Мак), лучший актёр (Тони Люн), лучший актёр второго плана (Энтони Вон), лучшие звуковые эффекты (Кинсон Цанг), премия «Выбор зрителей»; а также ещё 7 номинаций
- 2003 — 7 премий Hong Kong Film Awards: лучший фильм, лучший режиссёр (Эндрю Лау, Алан Мак), лучший актёр (Тони Люн), лучший актёр второго плана (Энтони Вон), лучший сценарий (Алан Мак, Феликс Чон), лучший монтаж (Дэнни Пан, Кёрран Пан), лучшая оригинальная песня; а также 9 номинаций
- 2003 — Фильм был выдвинут от Гонконга на премию «Оскар» за лучший фильм на иностранном языке, однако не вошёл в «шорт-лист» номинации
- 2004 — премия «Голубая лента» (Япония) за лучший фильм на иностранном языке